# Scopula coenosata
Scopula coenosata är en fjärilsart som beskrevs av Pieter Cornelius Tobias Snellen 1862. Scopula coenosata ingår i släktet Scopula och familjen mätare. Inga underarter finns listade.